# Ouratea verruculosa
Ouratea verruculosa är en tvåhjärtbladig växtart som beskrevs av Adolf Engler. Ouratea verruculosa ingår i släktet Ouratea och familjen Ochnaceae. Inga underarter finns listade i Catalogue of Life.